# Haga (Tochigi)
Haga (芳賀町 Haga-machi?) es un pueblo en la prefectura de Tochigi, Japón, localizado en la parte central de la isla de Honshū, en la región de Kantō. El 1 de marzo de 2021 tenía una población estimada de 14 833 habitantes y una densidad de población de 211 personas por km².

## Geografía
Haga se encuentra en el sureste de la prefectura de Tochigi. El río Gogyō, un afluente del río Kokaigawa, fluye a través del pueblo.

## Historia
Las villas de Ubagai, Minatakazeawa y Mizuhashi se crearon dentro del distrito de Haga el 1 de abril de 1889. Ubagai fue elevado al estatus de pueblo el 1 de noviembre de 1928 y se fusionó con Minatakanezawa y Mizuhashi para formar el actual Haga el 31 de marzo de 1954.

## Demografía
Según los datos del censo japonés, la población de Haga se ha mantenido relativamente estable en los últimos 50 años.
| Gráfica de evolución demográfica de Haga entre 1940 y 2015 |
|                                                            |
| Oficina de Estadísticas de Japón                           |